# Christian Sands

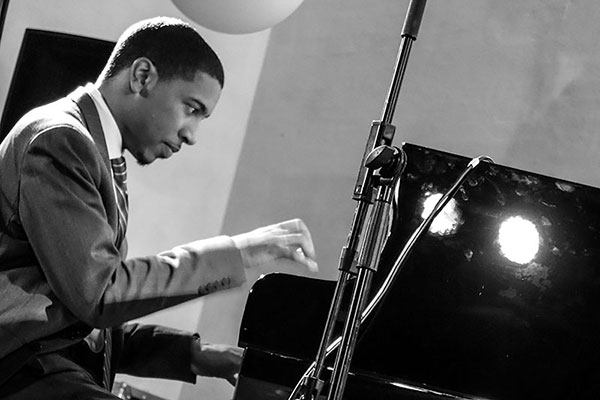
Christian Sands (2015)

Christian Sylvester Sands (* 22. Mai 1989) ist ein US-amerikanischer Jazzmusiker (Piano, Komposition).

## Leben und Wirken
Sands, der in New Haven (Connecticut) aufwuchs, bekam ab vier Jahren Klavierunterricht und schrieb mit fünf Jahren erste eigene Kompositionen. Er absolvierte ein Jazzpiano-Studium und erwarb den Bachelor of Arts an der Manhattan School of Music; in dieser Zeit war Billy Taylor sein Mentor.
Sands arbeitete mit Bobby Sanabria und wirkte bei dessen Album Kenya Revisited (mit Cándido Camero) mit, das zwei Grammy Awards (Bestes Latin-Jazz Pianosolo und Bestes Latin-Jazz-Album) ausgezeichnet wurde. Ferner spielte er mit Wynton Marsalis, Stefon Harris, Lou Donaldson, Avery Sharpe, James Moody, Bill Evans, Russell Malone, Rufus Reid, Chip Jackson, Terence Blanchard, Alex Riel, Louis Hayes, Patti Austin und Wycliffe Gordon. 2003 legte er sein Debütalbum Footprints (Stanza) vor, das er im Trio mit Jeff Fuller und Jesse Hameen eingespielt hatte. Seit Anfang der 2010er-Jahre ist er Mitglied des Trios von Christian McBride und dessen Quintetts Inside Straight. Im Bereich des Jazz war er zwischen 2000 und 2024 an 32 Aufnahmesessions beteiligt, u. a. auch mit Ulysses Owens und mit Dan Wilson.
2014 wurde Christian McBrides Album Out Here mit ihm und Ulysses Owens für einen Grammy in der Kategorie „Best Jazz Instrumental Album“ nominiert, 2020 Sands Komposition „Be Water II“ für den Grammy Award for Best Instrumental Composition.

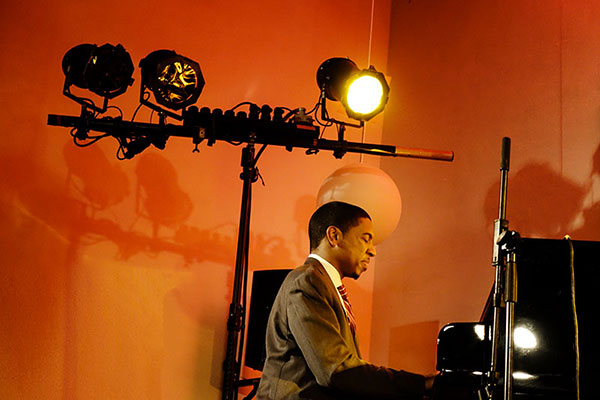
Christian Sands

## Diskographische Hinweise
- Harmonia (2004), mit James Cammack, Arti Dixson
- Risin’ (2007), mit Josh Evans, Bill Evans, Kris Jensen, Mike Asetta, Jesse Hameen, Ryan Sands
- Furioso (2009), mit Randy Brecker, Craig Handy, Ugonna Okegwo, Louis Hayes
- Reach (2017), mit Yasushi Nakamura/Christian McBride, Marcus Baylor, sowie Marcus Strickland, Gilad Hekselman, Cristian Rivera
- Be Water (Mack Avenue, 2020), mit Yasushi Nakamura, Clarence Penn sowie Marcus Strickland, Marvin Sewell, Sean Jones, Steve Davis bzw. Streichquartett
- Christmas Stories (Mack Avenue, 2023), mit Marvin Sewell, Yasushi Nakamura, Ryan Sands sowie Jimmy Greene, Stefon Harris und Max Light[3]
- Embracing Dawn (Mack Avenue, 2024), mit Yasushi Nakamura, Ryan Sands, sowie Warren Wolf, Grégoire Maret und Marvin Sewell[4]